# Austrotinodes armiger
Austrotinodes armiger är en nattsländeart som beskrevs av Oliver S. Flint Jr. 1983. Austrotinodes armiger ingår i släktet Austrotinodes och familjen trattnattsländor. Inga underarter finns listade i Catalogue of Life.